# R100 (dirigeable)
Pour les articles homonymes, voir R100.
Le R100 est un dirigeable construit à la fin des années 1920 par le gouvernement britannique. Il devait, avec le dirigeable R101, assurer des liaisons entre Londres et l'Empire britannique.
À la suite de l'accident du R101 lors de son premier vol d'exploitation en octobre 1930, le gouvernement britannique arrêta le projet, et le R100 fut mis à la casse en 1931-1932. 

## Contexte
L'invention de l'avion avait renouvelé l'intérêt pour les déplacements aériens. Les dirigeables, connus depuis plus longtemps que les « plus lourds que l'air », semblaient cependant être la solution aux longs voyages transocéaniques, et le gouvernement britannique décida, au milieu des années 1920, de miser sur eux. Le R100 (proposé par le parti conservateur) fut construit par des entreprises privées et le second, le R101 (proposé par le parti travailliste), fut construit grâce à l'argent public. Les deux aérostats étaient alors à la pointe de la technologie et devançaient les concurrents : le dirigeable allemand LZ 127 Graf Zeppelin, qui venait de sortir des hangars de Friedrichshafen, était nettement plus petit, et le LZ 129 Hindenburg ne verrait le jour que sept ans plus tard.
La conception du R100 et du R101 était aérodynamique. Contrairement aux avions de l'époque, les dirigeables pouvaient être de grande taille et l'aménagement intérieur des R100 et R101 n'avait rien à envier à celui des paquebots de luxe : il fallait amener, très confortablement, des passagers dans toutes les colonies et dominions britanniques. Ainsi, pour leurs premiers vols, le R101 devait se rendre en Inde et le R100 au Canada.
Le R100 fut construit par l'Airship Guarantee Company, société expressément créée, filiale de la société d'armement Vickers. Son directeur était  Dennistoun Burney (en), connu sous le nom de « Dennis », ingénieur aéronautique et homme politique du Parti conservateur. L'équipe de conception était menée par Sir Barnes Wallis (futur inventeur des bombes rebondissantes pendant la Seconde Guerre mondiale). La responsabilité de la résistance de l'appareil était confiée à l'ingénieur Nevil Norway, qui connaitrait plus tard le succès comme romancier sous le nom de Nevil Shute.

## Voyages transatlantiques

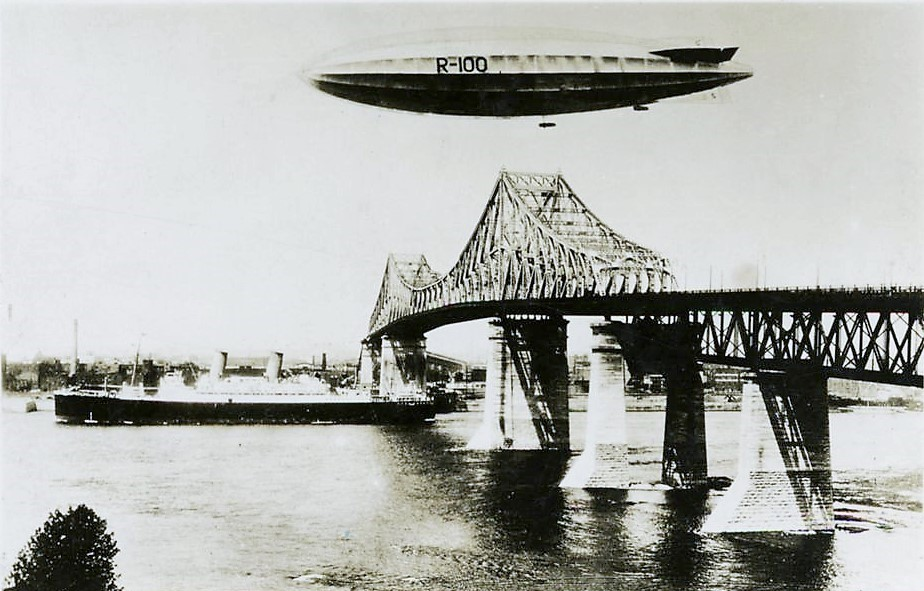
Le R-100 passant au-dessus du pont Jacques-Cartier à Montréal.

Le R-100 partit dans la nuit du 28 au 29 juillet 1930. Il arriva 78 h 48 min plus tard, le 1er août à 5 h 30 du matin, à l'aéroport de Saint-Hubert, en banlieue de Montréal, au terme d'un voyage d'environ 6 000 km. Le voyage ne fut pas aussi tranquille que prévu, le dirigeable ayant rencontré au-dessus des côtes canadiennes une violente tempête qui provoqua une déchirure à certains endroits de l'enveloppe extérieure. Des réparations temporaires furent effectuées en vol, puis la partie déchirée de l'enveloppe externe fut remplacée quand le dirigeable était arrimé à son mât, à Montréal.
Le dirigeable et son équipage reçurent un accueil qui ne peut être comparé qu'à celui, beaucoup plus tard, des premiers vols spatiaux habités. Après une brève escale à Québec, il repartit vers Cardington, en Angleterre, le 13 août, et, grâce aux effets du Gulf Stream (il volait près de la surface de la mer), mit 21 h de moins qu'à l'aller ; il arriva le 16 août 1930, à 11 h 6 après un voyage de 4 800 km effectué en 57 h 56 min.
Le 17 août 1930, il rentrait dans son hangar, une majorité de l'équipage devant bientôt embarquer sur le R101. En effet, faute de personnel qualifié, la plus grande partie de l'équipage devait manœuvrer les deux aéronefs en alternance.

## Accident du R101 et Arrêt du R100
Le 5 octobre 1930, le R101 partit de Londres pour Karachi, mais s'écrasa sur les collines de Picardie, à Allonne, juste au sud de Beauvais. L'accident eut lieu de nuit et par mauvais temps. Les causes probables en sont une déchirure de la partie supérieure avant de l'enveloppe et une instabilité de l'appareil. 48 personnes sur 54 à bord trouvèrent la mort, dont le ministre de l'Air britannique. L'accident remit en question la sécurité du dirigeable, qui était gonflé à l'hydrogène, et on commença à discuter en Grande-Bretagne de l'avenir des dirigeables. Le R100 fut dégonflé en décembre 1930 et sa structure suspendue dans le hangar. L'usage de l'hélium était envisageable, ce gaz étant devenu disponible au Canada, à Ceylan et à Singapour. Cependant, la Grande Dépression économique rendait difficile le financement du projet ainsi que la construction d'un troisième dirigeable, le R102. Après de longues discussions au Parlement, il fut finalement décidé de sacrifier le R100. Ses aménagements et sa structure furent vendus et le démantèlement débuta en novembre 1931 pour s'achever en février 1932. Le R100 n'avait effectué qu'un seul aller-retour transatlantique.

## Caractéristiques
- Équipage : 37
- Capacité : 100 personnes
- Longueur : 219 mètres (719,5 pieds)
- Diamètre : 41 mètres (133,5 pieds)
- Volume : plus de 146 000 m3 (5 156 000 pieds cubes)
- Premier envol : 16 décembre 1929
- Motorisation : 6 moteurs Rolls Royce Condor IIIB 12 cylindres, de 650 chevaux chacun
- Vitesse maximale : 131 km/h (81,5 mph ou 71 nœuds)
- Vitesse de croisière : 68 km/h (42 mph ou 37 nœuds)

## Le R-100 dans la culture
- La chanteuse Mary Travers (dite La Bolduc)  compose le 21 août 1930, la chanson « Toujours l'R-100[2] »
- Dans la saison 5 du feuilleton télévisé : Le Temps d'une paix, le voyage transatlantique du R-100 est l'un des deux thèmes de l'épisode 19 (avec l'accouchement de Noëlla) et le thème principal de l'épisode 20[3].